# لوس هاسديك
لوس هاسديك (1938 - 2010)، هي مذيعة ومقدمة برامج تلفزيون هولندية، من عام 1975 إلى 1976 كانت تقدم نشرة الأخبار في التلفزيون الهولندي.
بعد مسيرتها التلفزيونية، افتتحت متجرًا أنيقًا للأزياء النسائية في وسط مدينة ألكمار .توفيت يوم 3 يناير 2010 عن عمر يناهز 71 عامًا.